# Pierre-Albert Arnal
Pierre-Albert Arnal (* 8. August 1892 in L’Estréchure, Département Gard; † 1971) war ein französischer Diplomat, der zwischen 1952 und 1955 Botschafter in Venezuela war.

## Leben
Arnal trat 1919 in den Auswärtigen Dienst ein und fand 1920 zunächst Verwendung am Konsulat in Oberschlesien sowie danach zwischen 1922 und 1924 als Gesandtschaftssekretär an der Botschaft in Deutschland. Nachdem er von 1925 bis 1932 Mitarbeiter der Handelsabteilung im Außenministerium war, war er von 1932 bis 1937 als Botschaftsrat erneut an der Botschaft in Deutschland tätig. Im Anschluss gehörte er zwischen 1936 und 1940 der Delegation beim Völkerbundsrat an und war danach von 1940 bis 1944 Leiter der Wirtschaftsabteilung im Außenministerium.
Nach Ende des Zweiten Weltkrieges fungierte Arnal zwischen 1945 und 1946 als Chef der Verwaltung der französischen Militärregierung des Landes Baden. Danach war er von 1946 bis 1953 Generalkonsul in Düsseldorf. Im Anschluss wurde er am 3. März 1952 Nachfolger von Jean Bourdeillette als Botschafter in Venezuela und verblieb auf diesem Posten bis zu seiner Ablösung durch Pierre Denis. Zuletzt war er 1957 Chef der Verwaltung der Finanz- und Industriegesellschaft für Erdöl (Société Financière et Industrielle des Pétroles).

## Weblink
- Eintrag in „Akten der Reichskanzlei. Weimarer Republik“ online (Bundesarchiv)

| Personendaten    | Personendaten                  |
| ---------------- | ------------------------------ |
| NAME             | Arnal, Pierre-Albert           |
| KURZBESCHREIBUNG | französischer Botschafter      |
| GEBURTSDATUM     | 8. August 1892                 |
| GEBURTSORT       | L’Estréchure, Département Gard |
| STERBEDATUM      | 1971                           |